# Zion-Nationalpark
Der Zion-Nationalpark befindet sich im Südwesten Utahs an der Grenze zu Arizona. Er hat eine Fläche von 579 km² und liegt zwischen 1128 m (Coalpits Wash) und 2660 m Höhe (Horse Ranch Mountain). 1909 wurde das Gebiet des Canyons zum Mukuntuweap National Monument ernannt, seit 1919 besitzt es den Status eines Nationalparks. Der Park wurde 1937 um die Kolob Canyons erweitert.
Zion ist ein altes hebräisches Wort, ursprünglich ein Synonym für Jerusalem, das im Sinne von heiliger Ort oft von den mormonischen Siedlern in Utah benutzt wurde. Innerhalb des Parks befindet sich eine schluchtenreiche Landschaft mit Canyons, von denen der Zion Canyon und der Kolob Canyon die bekanntesten sind. Die Canyons sind aus 170 Millionen Jahre altem braunen bis orangeroten Sandstein der Navajo-Formation entstanden. Der Park liegt an der Grenze zwischen dem Colorado-Plateau, dem Great Basin und der Mojave-Wüste. Durch seine besondere geografische Lage existiert im Park eine Vielzahl an unterschiedlichen Lebensräumen mit vielen verschiedenen Pflanzen und Tieren.
Einige der wichtigsten markanten Landschaftsbestandteile sind:
- Virgin River Narrows
- Emerald Pools
- Angels Landing
- The Great White Throne
- The Three Patriarchs
- Kolob Arch
- Weeping Rock
- Checkerboard Mesa

## Geographie
Der Nationalpark liegt im Südwesten von Utah in den Countys Washington, Iron und Kane. Geomorphologisch betrachtet besteht der Park aus dem Markagunt Plateau und dem Kolob Plateau im Schnittpunkt des Colorado-Plateaus, des Great Basins und der Mojave-Wüste. Der nördliche Teil des Parks wird als Kolob Canyons bezeichnet und ist von der Interstate 15 über die Ausfahrt 40 erreichbar. Im Süden verläuft die Utah State Route 9, die bei Mt. Carmel Junction in den zum Bryce-Canyon-Nationalpark führenden U.S. Highway 89 mündet. Viele topographische Namen wurden von den mormonischen Siedlern der Bibel entnommen. In der Liste der Gipfel im Zion-Nationalpark sind einige der bedeutenden Erhebungen gelistet.
Flüsse im Park folgen rechtwinkligen Klüften im Felsen. Der Virgin River beginnt am Zusammenfluss von East Fork und North Fork auf 1147 m Höhe und mündet 320 Kilometer weiter südöstlich in den Colorado River, heute im Stausee Lake Mead, auf einer Höhe von 367 m. Mitsamt seinen Quellflüssen durchläuft er ein Gefälle von nahezu 2400 Metern. Dies macht ihn zu dem Fluss mit dem höchsten Gefällsgradienten in Nordamerika.

## Geschichte

### Frühgeschichte
Funde belegen, dass sich bereits seit 6000 v. Chr. Menschen in diesem Gebiet angesiedelt haben, um hier Pflanzen und Samen zu sammeln und Tiere zu jagen. Um Christi Geburt entstanden die ersten Maispflanzungen. Reste von Pueblos weisen auf eine Besiedlung bis um das Jahr 500 nach Christus hin. Aus dieser Zeit stammen einige Funde von Körben, Seilen und Sandalen aus Yuccapalmfasern. Auch wurden Messerklingen und Pfeilspitzen gefunden. Die Pfeile wurden jedoch nicht mittels eines Bogens benutzt, sondern mit einem Wurfgerät namens Atlatl. Einige Gruppen wurden im Gebiet des heutigen Parks sesshaft und entwickelten sich zu den Anasazi, die auch Korbmacher genannt werden. Dies geschah um 300. Sie legten Vorräte an und bauten teilweise unterirdische Behausungen, waren aber noch immer Jäger und Sammler, die das Nahrungsangebot mittels Ackerbau erweiterten.

### Frühe indianische Besiedlung
Die Anasazi waren ab etwa 500 n. Chr. vom Ackerbau so abhängig, dass sie puebloähnliche Anlagen entlang des Virgin Rivers errichteten. Diese beherbergten jedoch lediglich kleine Gruppen und wuchsen nie zu Pueblostädten heran, wie man sie vom Mesa-Verde-Nationalpark her kennt. Die Anlagen befanden sich auf etwas oberhalb des Flusses gelegenen Terrassen, von denen man die Äcker am Ufer des Flusses im Blick hatte. Die sesshaften Gruppen in diesem Zeitraum werden von den Archäologen Virgin Anasazi genannt. Sie haben zahlreiche Petroglyphen hinterlassen.
Zur gleichen Zeit tauchten im Norden des Parks die Fremont People auf. Die Funde aus jener Zeit weisen charakteristische Unterschiede zu denen der Anasazi auf. Nur in der Gegend des Kolob Canyons findet man Funde beider Kulturen vermischt. Man nimmt an, dass die beiden Völker hier Handel miteinander trieben, ansonsten aber getrennt lebten.
In beiden Kulturen wurden hauptsächlich Mais und Kürbis angebaut. Zur Vorratshaltung benutzte keramische Gegenstände wurden gefunden. Sowohl die Anasazi als auch die Fremont People verließen das Gebiet aus unbekannten Gründen um 1300. Große Dürren, gefolgt von kurzen, aber heftigen Überschwemmungen, könnten eine Ursache gewesen sein. Auch das Eindringen von Ute und Paiute um 1100 und damit ein Konkurrenzkampf wäre ein möglicher Grund für das Verschwinden.

### Spätere indianische Besiedlung
Die Paiute-Indianer drangen bis zum Virgin River vor. Im Gegensatz zu den verdrängten Anasazi wanderten sie jedoch, jahreszeitlich bedingt, längs des Virgin Rivers hin und her, da sie ihre Nahrung hauptsächlich durch das Sammeln von Samen und Nüssen deckten und Landwirtschaft ebenso wie die Jagd nur zur Ergänzung betrieben. Die Paiute hatten einen starken religiösen Bezug insbesondere zu den Felsen, Flüssen und Quellen im Zion Canyon und glaubten, dass sie für diese Gegend verantwortlich seien. Noch heute kommen Paiute-Indianer aus religiösen Gründen in den Park, aber auch, um seltene Pflanzen zu sammeln.

### Entdeckung und Erforschung durch Weiße
Im späten 18. Jahrhundert wurde Utah von den Weißen für die Besiedlung erkundet. Die erste geschichtlich dokumentierte Erforschung wurde von zwei spanischen Franziskaner-Patres, Francisco Antanasio Domínguez und Silvestre Vélez de Escalante, im Jahr 1776 unternommen. 1826 führte der Trapper und Fellhändler Jedediah Smith eine Expedition in das Gebiet mit dem Ziel, einen Weg nach Kalifornien zu finden. Weitere Expeditionen aus Richtung New Mexico bahnten den Old Spanish Trail, der sich größtenteils am Virgen River orientierte. Der Offizier John C. Frémont schrieb 1844 seine Eindrücke aus der Gegend nieder, worauf weitere Trails etabliert wurden.

### Erste Besiedlung durch Weiße

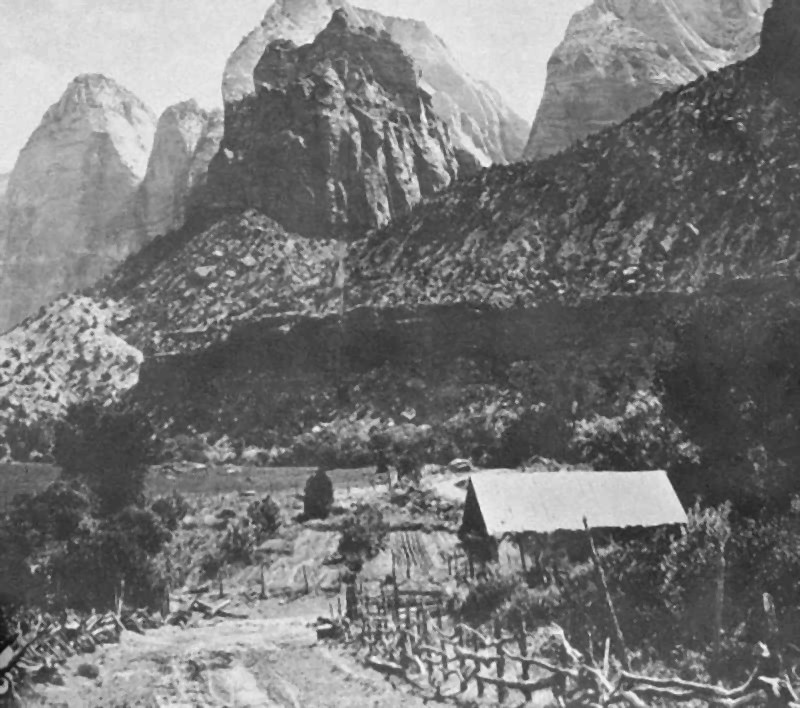
Crawford Ranch im Zion Canyon

Um 1850 drangen erste mormonische Farmer und Baumwollpflanzer aus Salt Lake City in die Region rund um den Virgin River ein und begannen sich dort niederzulassen. 1851 wurde die Stadt Cedar City gegründet, die Gegend des heutigen Kolob Canyons diente dabei als natürliche Ressource für Holz, aber auch als Weidegrund für Kühe, Schafe und Pferde. Zum Schürfen von Mineralien wurden einige Flüsse umgelenkt, aber die Ergiebigkeit der Minen war nur sehr gering. Mormonen gaben der Gegend den Namen Kolob – für die Mormonen der Stern, der dem Aufenthaltsort Gottes am nächsten liegt.
1858 stießen die Siedler bis zum 120 Kilometer entfernten Zion Canyon vor, der bis dahin von Weißen nicht entdeckt war. Paiute-Indianer führten Nephi Johnson in den Zion Canyon. Nach ihm wurde später der Johnson Mountain benannt. Johnson ließ sich von den spärlichen Anpflanzungen der Indianer beeindrucken und lobte in einem Bericht die landwirtschaftlichen Möglichkeiten des Canyons. 1861 erbaute Joseph Black die erste Farm im Canyon, aber erst nach der Gründung von Springdale im Jahre 1862 rückte der Canyon in das Interesse der Farmer. Bis 1863 besiedelten Farmer den Canyon, unter anderem Isaac Behunin, der dem Canyon seinen heutigen Namen gab. Hauptsächlich wurden Zuckerrohr und Tabak angepflanzt, aber auch Früchte. Doch eine starke Flut und die begrenzten Anbaumöglichkeiten im Canyon reduzierten die Erträge, und das Interesse an dem Canyon für die landwirtschaftliche Nutzung ebbte sehr schnell wieder ab. Bis zur Besiedlung lebten die Paiute-Indianer im Canyon, waren aber durch bisher bei ihnen unbekannte Krankheiten und Sklaverei bereits stark dezimiert. Die intensive Bewirtschaftung durch die Einwanderer ließ ihren Lebensraum schnell schrumpfen, und schließlich wanderten sie ganz aus. Sie besiedelten den Canyon auch nicht wieder, als bereits kurze Zeit später viele Farmer die Gegend wieder verließen, bis 1909 niemand mehr das Land bewirtschaftete.
1869 erforschte John Wesley Powell aus Richtung Grand Canyon kommend die gesamte Region. Zusammen mit dem Geologen Grove Karl Gilbert kartografierte er den Zion Canyon und gab ihm den Namen Mukuntuweap, da er dachte, dies wäre der Paiuteausdruck für den Canyon.

### Entstehung des Parks
Eine Flut von veröffentlichten Expeditionsberichten, Zeichnungen und Fotografien und nicht zuletzt ein Zeitungsbericht im Scribner’s Magazine führten dazu, dass der damalige Präsident William Howard Taft am 31. Juli 1909 die Region rund um den Zion Canyon zum Mukuntuweap National Monument erklärte. 1918 wurde das National Monument vom National Park Service in Zion National Park umbenannt. Am 19. November 1919 wurde der Park vergrößert und bekam Nationalpark-Status. 1937 kamen die Kolob Canyons dazu, 1956 fand eine abermalige Erweiterung im Bereich der Kolob Canyons statt.

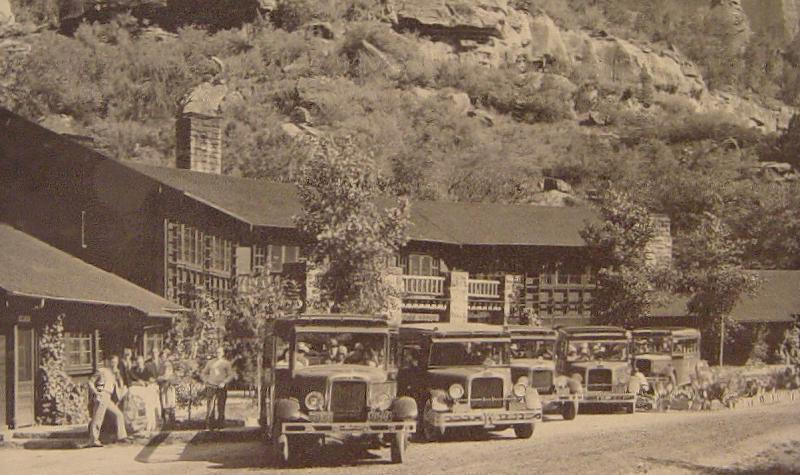
Reisebusse vor Canyon Lodge (1929)

Der Tourismus war anfänglich wegen fehlender Infrastrukturen nur sehr spärlich. Lediglich der nicht mehr genutzte Teil des Old Spanish Trails von Springdale entlang des Virgin River führte in den Park. 1896 baute der Farmer der Zion Ponderosa Ranch, John Winder, einen nicht mehr genutzten Trail innerhalb des Long Valleys aus, der von der Parkverwaltung weiter ausgebaut wurde und heute als East Rim Trail bekannt ist.
Die im Jahr der Proklamation als National Monument gegründete Utah State Road Commission plante noch im Jahr ihrer Gründung eine Straße im Süden des Parks, den heutigen Highway 9 (Zion-Mount Carmel Highway). Die erste befestigte Straße von Cedar City nach Springdale wurde 1913 fertiggestellt. Die Union Pacific Railroad begann mit dem Bau einer Eisenbahnlinie. Nach Fertigstellung einer Straße zum Wylie Camp konnten Autos bis direkt in den Zion Canyon fahren, die Utah Parks Company, eine Abteilung der Union Pacific Railroad, bot daraufhin kombinierte zehntägige Zug- und Busreisen zum Zion-Canyon und zum Bryce-Canyon-Nationalpark an.
1920 bis 1927 wurde das vom Architekten Gilbert Stanley Underwood geplante Hotel Zion Canyon Lodge in der Nähe des Wylie Camps gebaut. Finanziert wurde der Bau von der Utah Parks Company. Das Hotel brannte kurze Zeit später nieder, wurde aber unmittelbar danach wieder errichtet. Lediglich die zum Hotel gehörenden Blockhütten fielen den Flammen nicht zum Opfer. Sie sind heute im National Register of Historic Places verzeichnet.
Der Zion–Mount Carmel Highway (Utah State Route 9) wurde 1927 bis 1930 gebaut. Mit bis dahin nicht für möglich gehaltenen Ingenieursbauwerken erschloss er den Zion-Canyon auch von Osten. Damit wurde auch eine direkte Verbindung zum nahe gelegenen Bryce-Canyon-Nationalpark und somit eine Rundreise zwischen ihnen und dem Nordrand des Grand-Canyon-Nationalparks ermöglicht. Der Highway ist 40 km lang und enthält einen knapp 2 km langen Tunnel. Er ist im National Register of Historic Places eingetragen und seit 2012 als Historic Civil Engineering Landmark ausgewiesen.

## Geologie

Abfolge der Gesteinsschichten

Die neun sichtbaren Gesteinsschichten im Park sind Teil einer sehr großen Gesteinsformation, die The Grand Staircase genannt wird. Sie erstreckt sich vom Bryce Canyon bis zum Grand Canyon.
Die Schichten, deren Sedimentationsabfolge von unten nach oben weitgehend ungestört ablesbar ist, gehen durch 300 Millionen Jahre Erdgeschichte, wobei die meisten Ablagerungen im Mesozoikum erfolgten. Die ältesten Schichten sind im Grand Canyon angeschnitten, die obersten Schichten des Grand Canyon sind mit den tiefsten im Zion-Canyon identisch. Dessen oberste und damit auch jüngste Gesteinsschicht setzt sich in der untersten und somit ältesten Schicht im Bryce Canyon fort, der also der jüngste der drei Canyons ist. Vier unterschiedliche klimatische Situationen waren die Voraussetzungen für die Ausbildung der verschiedenen Formationen:
- ein flaches, warmes Meer, das sich öfters zurückzog, bildete die Kaibab- und Moenkopi-Schichten
- in Bächen, Teichen und Seen entstanden die Chinle-, Moenave- und Kayenta-Schichten
- in ausgedehnten Wüsten formten sich die Navajo- und die Temple Cap-Schicht
- trockene Küstenlandschaften ließen die Carmel- und Dakota-Schicht entstehen

Vor etwa dreizehn Millionen Jahren begann die Hebung, die zur Bildung des Colorado-Plateaus führte. Die Schichten befanden zuletzt mehr als 3000 Meter über ihrem Entstehungsniveau. Die Vorläufer des Virgin River und anderer Flüsse bekamen dadurch einen enormen Gefällegradienten und hohe Fließgeschwindigkeiten mit entsprechend starker Erosionswirkung. Bei der Hebung entstandene Risse und Klüfte wurden im Känozoikum durch die Flusserosion steile Schluchten. Der Zion Canyon wurde auf diese Weise vom Virgin River geformt, der bis zu 3 Millionen Tonnen Gestein pro Jahr abtrug. Die Nebenflüsse, die sich später bildeten, hatten einen wesentlich geringeren Abtrag, so dass sich häufig Wasserfälle und hängende Gärten bildeten. Die meisten Wasserfälle sind nur temporär und fließen einige Tage lang nach Gewittern, etwas länger zur Zeit der Schneeschmelze. Die berühmtesten sind jene von Emerald Pool, deren Strahl weit von der überhängenden Wand herabstürzt, und der Temple of Sinawava Waterfall, nur über einen längeren Trail erreichbar. Einer der höchsten Wasserfälle, gut sichtbar vom Zion-Mount-Carmel-Highway, stürzt über die Westwand des Canyons zwischen Sentinel Peak und Streaked Wall.
| Dakota-Formation     | Die Dakotaschicht ist die jüngste im Park sichtbare Sedimentschicht, sie entstand in der Kreidezeit. Der mit basaltischem Material durchsetzte Sandstein findet sich nur an der Spitze des Horse Ranch Mountains. Die Schicht ist fossilienreich und wird schnell von Wind und Wetter erodiert. |
| Carmel-Formation     | Ein warmes und flaches Meer bildete sich vor 150 Millionen Jahren, wodurch zahllose Sanddünen abgetragen wurden. Kalkhaltiger Schlamm sedimentierte zusammen mit dem Sand zu einer 30 bis 120 cm dicken Gesteinsschicht, in der sich Fossilien aus der Trias finden. Geringe Mengen des kalkhaltigen Schlammes drangen unter die Sandschicht der abgetragenen Dünen und vermischten sich dort mit der Navajo-Schicht. Die verbleibende Schlammschicht versteinerte und bildet zusammen mit den Sandsedimenten die heutige Carmel-Schicht, die eine Dicke von 60 bis 90 Metern aufweist. Diese Schicht ist nur in den Kolob Canyons und nahe der Mount-Carmel-Kreuzung sichtbar. In der Schichtabfolge finden sich nach der Carmel-Schicht Hinweise auf eine weitere, vermutlich bis zu 850 Meter dicke Schicht, die aber durch Erosion vollständig abgetragen wurde. |
| Temple-Cap-Formation | In der frühen Jurazeit fluteten stark eisenoxidhaltige Wasserströme die Gegend, der sedimentierte Eisenoxidschlamm bildet die heutige Temple-Cap-Schicht. Schlick- und Lehmschichten zeigen das Ende dieser Sedimentation an, als sich die Gegend kurzfristig wüstenartig veränderte. Die Temple-Cap-Schicht lässt sich am besten am East Temple und am West Temple im Zion Canyon beobachten. Durch Regen heraus gewaschenes Eisenoxid bildet charakteristische rote Streifen, die man am Altar of Scrifice besonders gut sehen kann. Eingedrungenes Eisenoxid färbt auch den unteren Teil der Navajo-Schicht orange bis rot. |
| Navajo-Formation     | Die Navajo-Schicht ist die bedeutendste und größte Formation. Sie erstreckt sich von Wyoming bis in den Südwesten von Kalifornien. Wo immer sie der Erosion ausgesetzt ist, bildet die Wassererosion rasch Canyons. Im Zion Canyon am Temple of Sinawa besitzt diese Schicht ihre größte Dicke von über 700 Metern und wird als die weltweit dickste Sedimentschicht angesehen. Der Virgin River hat sich bis zur Kayenta-Schicht hinunter eingeschnitten. Der Sandstein ist extrem porös und kann große Mengen Wasser aufnehmen, das im Stein versickert. An der Grenze zur wasserundurchlässigen Kayenta-Schicht, der so genannten Quellenlinie, tritt es zu Tage. Die Quellen sind die Ursache für die vielen hängenden Gärten im Park und formen durch Herauslösen der bindenden Bestandteile des Sandsteins noch heute Klippen, Bögen und Überhänge.            |
| Kayenta-Formation    | Die 60 bis 180 Meter dicke Kayenta-Schicht entstand aus Sand und Schlick im frühen Jura mittels langsam fließender Gewässer in einer halbtrockenen bis tropischen Umgebung. In dieser Schicht fanden sich Fußabdrücke einiger Saurier in der Nähe von Left Fork of North Creek. Die Kayenta-Schicht ist rot bis violett und besteht aus Sandstein, Schluffstein und Schiefer. Sie ist nahezu im ganzen Park sichtbar. |
| Moenave-Formation    | Zu Anfang der Jurazeit wurde durch Hebung der Gegend die Moenaveschicht freigelegt. Sie besteht hauptsächlich aus rötlichem Schluffstein, der mit Ton und Sandstein durchsetzt ist. Diese 40 bis 120 Meter dicke Schicht entstand durch Flüsse, Teiche und größere Seen, weswegen man viele Fossilien von Fischen vorfindet. Oberhalb dieser roten Schicht findet sich eine weitere, braune Schicht, die ebenfalls zur Moenaveformation gerechnet wird. Sie ist 20 bis 50 Meter dick und besteht vornehmlich aus Sandstein. Sie wurde hauptsächlich aus größeren Flüssen mit reichlich Wasser abgelagert, was sich an den gefundenen Fossilien vornehmlich von Süßwasserfischen, z. B. des Störs, ablesen lässt. |
| Chinle-Formation     | Die mineralreiche, stark von vulkanischer Asche durchsetzte Chinleschicht enthält versteinertes Holz und Fossilien von Amphibien, was auf die Entstehung in einer Sumpflandschaft schließen lässt. Das Farbspektrum dieser Schicht, hervorgerufen durch verschiedene eingelagerte Mineralien, reicht von violett, rosa, blau, weiß, gelb bis rot. Die Grundsubstanz besteht aus Schiefer, Gips, Kalkstein und Quarz. Die am häufigsten vorkommenden Mineralien sind Eisen-, Mangan- und Kupferverbindungen. Die zu Versteinerungen beitragende Kieselsäure kam vermutlich aus vulkanischer Asche, aber auch im Grundwasser gelöste Kieselsäure ist für die Versteinerungen verantwortlich. Es ist dieselbe Schicht, die auch im Petrified Forest National Park die dort vorkommenden Versteinerungen gebildet und konserviert hat.                                   |
| Moenkopi-Formation   | In der frühen Trias bildeten sich Sedimente in einer flachen Lagune, die aus Gips, Ton, Sandstein, Kalkstein und Schiefer bestehen und in Tausenden sehr dünnen Schichten abgelagert wurden. In der Gesamtheit ergibt sich eine Dicke der Moenkopi-Schicht von bis zu 550 Meter. Die Küstenlinie der Lagune muss sich während der Sedimentation mehrfach zurückgezogen haben, da charakteristische Schlammablagerungen einer Flussmündung zu erkennen sind. |
| Kaibab-Formation     | Im Perm befand sich an der Stelle des heutigen Parks ein warmer Ozean. Gelblichgrauer Kalkstein sedimentierte vor über 260 Millionen Jahren als fossilienreicher Schlamm. Aus den gefundenen Fossilien lässt sich auf ein zu dieser Zeit vorherrschendes tropisches Klima schließen. Schwämme wucherten während dieser Zeit. In ihren Körpern enthaltene silikathaltige Mineralien bildeten in dieser Schicht unter dem hohen Druck Kieselerde und Feuerstein. Die Kaibab-Schicht ist im Park nur an den Hurricane Cliffs oberhalb des Besucherzentrums des Kolob Canyons zu sehen. |

## Ökosysteme

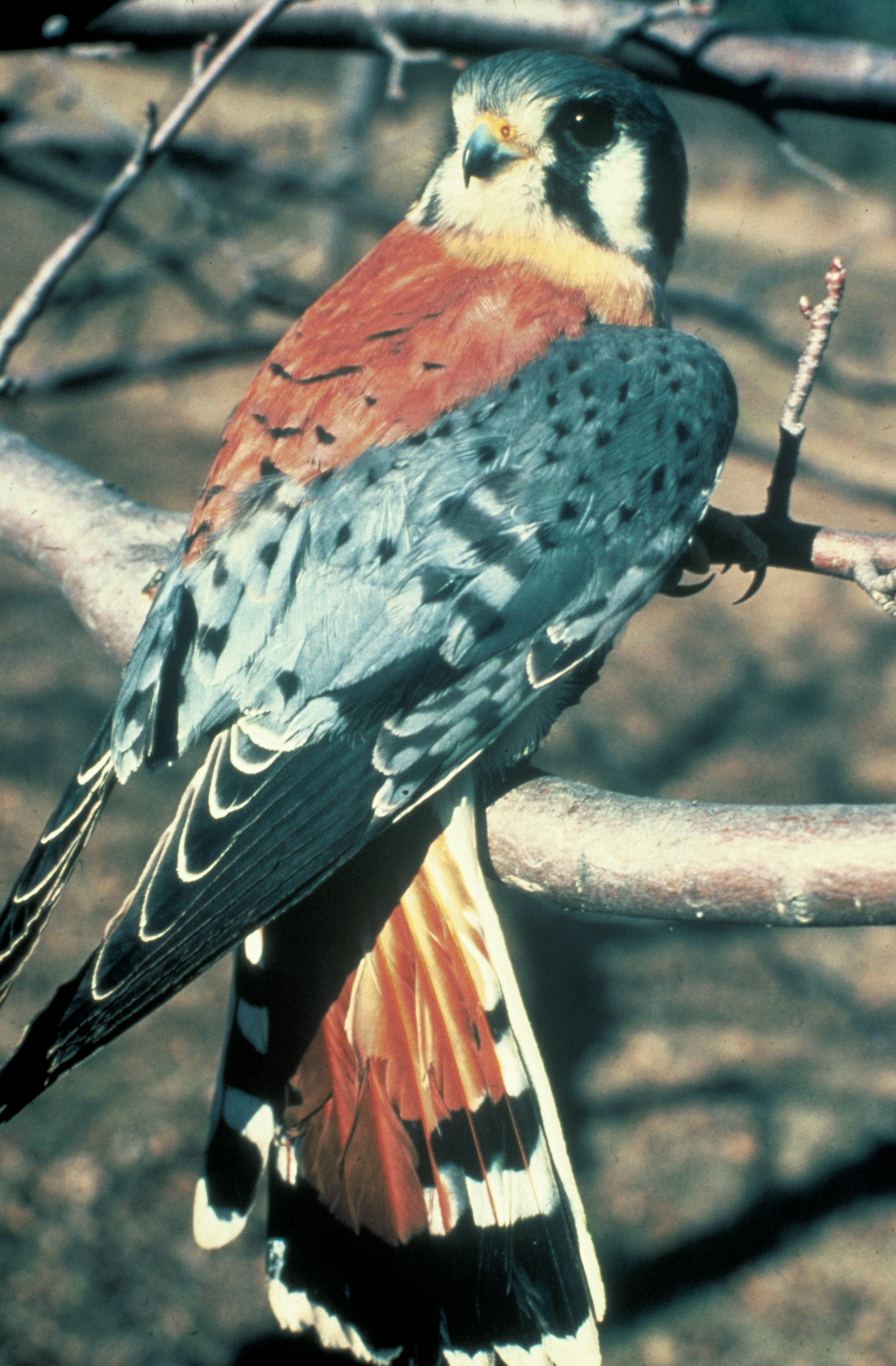
Amerikanischer Buntfalke

Der Zion-Nationalpark gliedert sich nach seiner Geländeoberfläche in drei Naturräume. Das Felsplateau liegt mit seiner Höhe von mehr als 2000 Metern in der subalpinen Zone, die Canyons schneiden tief in die Plateaus ein, in ihnen erstrecken sich Ausläufer der Mojave-Wüste in den Park. Getrennt werden diese beiden Naturräume durch steile Felswände und kleine Seitencanyons, die je nach Ausrichtung völlig verschiedene Klimaverhältnisse aufweisen.

### Fauna
Die Baumwollschwanzkaninchen sind überall im Park zu beobachten. Zur vielfältigen Vogelwelt gehört die amerikanische Art der Wasseramsel, die keine weiße Kehle besitzt, ferner der Buntfalke, neuerdings auch (wieder) der Kondor. In allen Bereichen des Parkes sind Finken, darunter auch der Abendkernbeißer zu beobachten. Obwohl sie nur selten zu sehen sind, gibt es eine nennenswerte Anzahl von Pumas, vornehmlich in der Gegend des Kolob- und Parunuweap-Canyons. Pumas sind die natürlichen Feinde des Maultierhirsches, der ebenfalls im Park zu finden ist. Weitere Jäger sind der Graufuchs und die Katzenfrette. Normalerweise besiedeln diese den gleichen Lebensraum, haben die gleichen Beutetiere und verdrängen einander. Im Park jedoch sind beide Arten koexistent. Während der Graufuchs mehr am Boden jagt, hat sich die Katzenfrette auf das Klettern spezialisiert. An felsigen und steilen Stellen ist der Rotluchs zu sehen. Längs des Virgin River haben sich einige Biber niedergelassen. Viele Nagetiere bevölkern den Park, die den Kojoten als Beute dienen. Ebenso leben mehrere Arten von Hörnchen im Park.

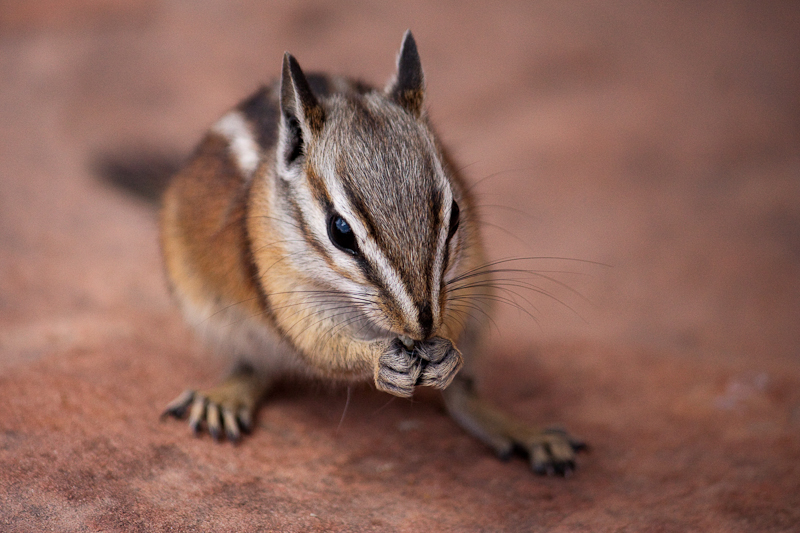
Streifenhörnchen auf Angels Landing

### Vegetation

#### Talsohlen der Canyons
Die Sohlen der Hauptcanyons ziehen von Südosten in den Park. Sie sind verbunden mit der Übergangszone zwischen der Mojave-Wüste und der Wüste des Großen Beckens. In ihnen leben typische Tier- und Pflanzenarten dieser beiden Wüstenregionen. Agaven, Kakteen und verschiedene Helianthus-Arten sind häufig. Ebenso finden sich Wüsten-Beifuß, Opuntien, Stechäpfel sowie mehrere Sommerwurzgewächse.

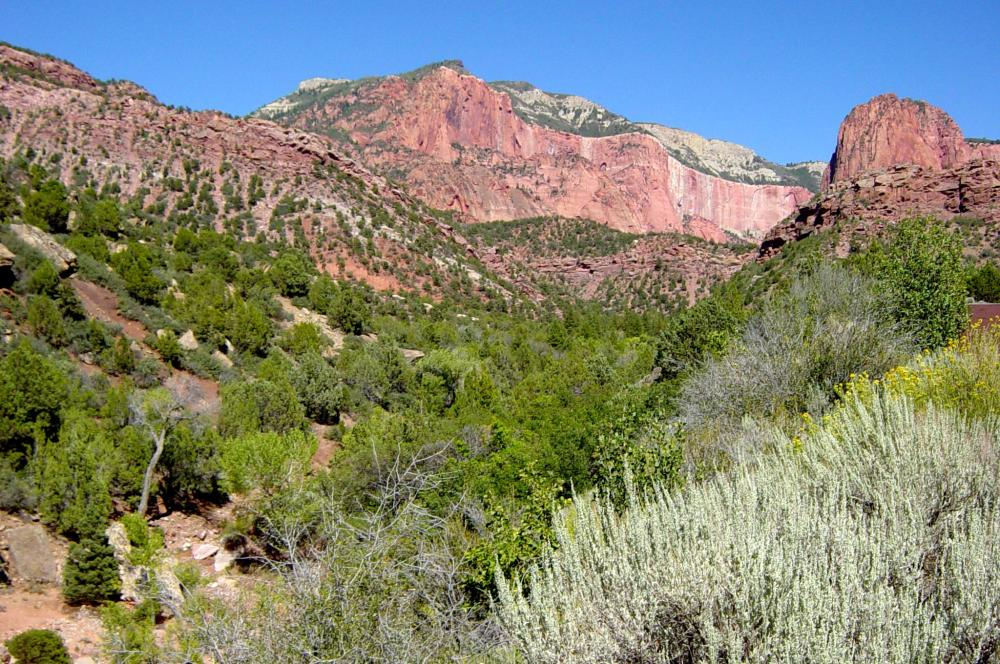
Am Taylor Creek zeigen sich vier unterschiedliche Lebensräume: Wüste, Auwälder, Wälder und Koniferenwälder

Völlig anders erscheint der Boden der großen Canyons, wo die Flüsse und Bäche des Parks ausreichende Feuchtigkeit und Nährstoffe bereitstellen. Im Tal des Virgin Rivers im Hauptteil des Zion-Nationalparks und des Taylor Creek im Kolob-Canynon wachsen Auwälder aus Eschen-Ahorn, Cottonwood-Pappeln, Weiden und Eschen.

#### Felswände und Seitencanyons
Die Hänge der Canyons sind sehr kleinteilig gegliedert. Je nach Bodenbeschaffenheit und Ausrichtung zur Sonne sind hier ganz verschiedene Ökosysteme unmittelbar benachbart. Auf dem nackten Fels der steilsten Wände und auf den nach Süden gewendeten Hängen können nur die wenigsten Arten überleben. In der einen oder anderen Spalte wachsen ein paar Yuccas oder ein verkrüppelter Wacholder, welche die sengende Sonne überleben. Kiefern und vereinzelt auch Eichen können sich hier halten.
Sobald sich die Felswand in den schmalen Seitencanyons anderen Himmelsrichtungen zuwendet, ändert sich das Bild: Schatten reduziert die Temperaturen und die Verdunstung. Wenn genug Wasser zur Verfügung steht, wachsen hier anspruchslose Laubbäume, Eichen und einige Ahornarten, an trockeneren Standorten eher Pinyon-Kiefer (Pinus cembroides) und Utah-Wacholder (Juniperus osteosperma). Ebenfalls ist die Cliffrose (Purshia mexicana) dort heimisch. Am Boden steht oft die Gewöhnliche Mahonie (Mahonia aquifolium). Wo in den Seitencanyons Hangquellen auftreten, wachsen Farne, Moose und Sauerklee, vereinzelt in Form „Hängender Gärten“, wo die Erosion Felswände unterspült und ausgewaschen hat und die Pflanzen in Form von Ranken und „Bärten“ aus Moosen über die Felskante wachsen.

#### Hochplateau
Das Ökosystem auf dem Felsplateau ist durch seine Höhe geprägt. Hier wachsen Nadelbaumgesellschaften mit der Gelb-Kiefer als Leitart, gemischt mit der Colorado-Tanne, der Douglasie und der Amerikanischen Espe.

## Naturschutz und Management
Der Zion-Nationalpark wird vom U.S. National Park Service verwaltet und gemanagt.

### Invasive und einheimische Arten
Über 100 Pflanzenarten wurden seit der Besiedlung um 1850 in den Park eingeschleppt.
In speziellen Gewächshäusern werden heimische Pflanzen herangezogen und wieder ausgesetzt. Seltene Pflanzen werden im Park mit Drahtkäfigen vor Wildverbiss, aber auch vor Besuchern geschützt.

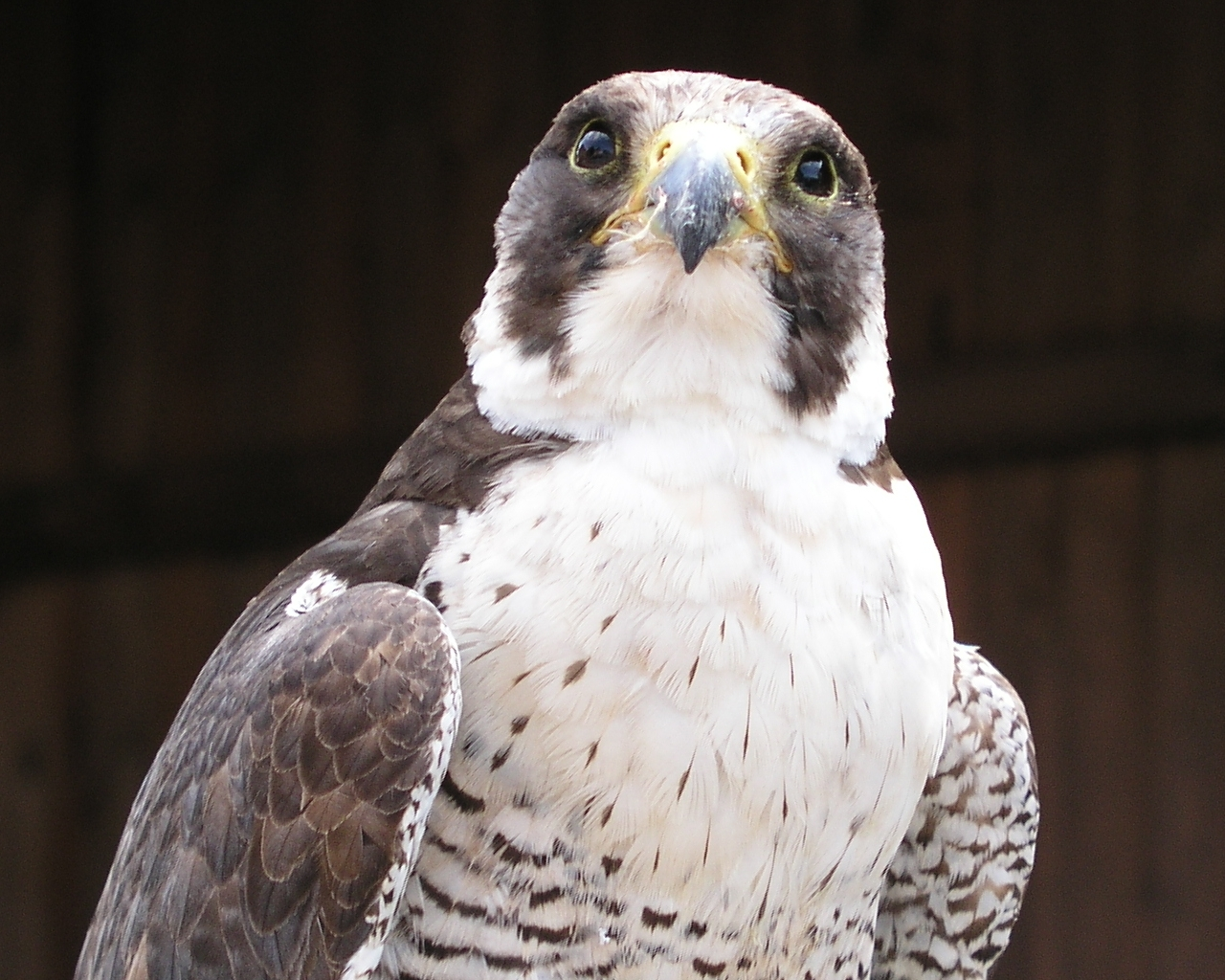
Wanderfalke

### Greifvögel
Nachdem der Wanderfalke nicht mehr anzutreffen war, brüten heutzutage wieder 15 Paare des ehemals heimischen Vogels im Park. Auch im Park nachzuweisende Pestizide haben vermutlich die Eier derart geschädigt, das der Falke in dieser Gegend nahezu ausstarb. Die Canyons bieten jedoch ein hervorragendes Jagd- und Brutgebiet. Um dem Falken ein ungestörtes Brüten zu ermöglichen, gibt es an den Felswänden ganzjährige oder jahreszeitliche Kletterverbote.
Im Juni 2014 wurde die erste Brut eines Kalifornienkondors im Park und damit im Bundesstaat Utah bestätigt. Die Elterntiere stammen aus einem Auswilderungprojekt im Arizona Strip, die dortige Population breitet sich nach erfolgreichen Bruten aus und der Zion-Nationalpark gilt als hervorragend geeigneter Lebensraum.

### Feuer im Park
Brände sind ein notwendiger Bestandteil vieler Ökosysteme. Anfänglich betrachtete die Parkverwaltung die Busch- und Waldbrände als zerstörerisch und bekämpfte sie. Dies änderte das Ökosystem des Parks, insbesondere der Pinienwälder, ganz erheblich. Seit 1991 werden die Brände, die am häufigsten durch Blitzschlag entstehen, lediglich beobachtet, notfalls eingegrenzt. Teilweise werden die Brände von den Rangern auch gelegt, um zu verhindern, dass sich größere Mengen an brennbarem Material anhäufen, was zu Großbränden führen kann. Kleinere Brände werden von gesunden Pflanzen großteils schadlos überstanden. Die neue Praxis hat bestätigt, dass die Brände natürliche Ereignisse im Nationalpark sind.

### Virgin River
Als 2009 der Oberlauf des Flusses als National Wild and Scenic River ausgewiesen wurde, musste der Nationalpark seine Managementziele für den Fluss anpassen. Ein Bericht mit möglichen Management-Alternativen wurde im Sommer 2013 vorgelegt, und Anfang 2014 entschied der National Park Service, das Einzugsgebiet des Virgin Rivers im Park primär unter dem Gesichtspunkt des Schutzes der natürlichen Ressourcen zu verwalten und touristische Nutzungen nur dort zuzulassen, wo sie den Naturschutz nicht gefährden.

## Klima
Das Klima im Frühling ist wechselhaft. Stürmische, niederschlagsreiche Tage wechseln mit warmen, sonnigen ab. Die Niederschlagsmenge erreicht im März ihr Maximum. Regentage sind gewöhnlich klar und mild, die Nächte können noch empfindlich kalt werden.
Im Sommer steigen die Temperaturen bis zu 43 °C, die sich über Nacht wieder bis zu 21 °C abkühlen. Nachmittags sind von Mitte Juli bis Mitte September Gewitter nicht ungewöhnlich. Diese Gewitter lassen an steilen Abhängen kurzlebige Wasserfälle entstehen, Flüsse können mit Springfluten über die Ufer treten.
Die Verfärbung des Laubes im Herbst beginnt bereits im September in den höher gelegenen Lagen und erreicht ihren Höhepunkt Mitte Oktober.
Die Winter im Zion-Nationalpark sind in der Regel mild. Winterstürme bringen sehr viel Regen und nur wenig Schnee in den Canyon, in höheren Lagen fällt viel Schnee. An klaren Tagen kann die Temperatur tagsüber bis zu 16 °C steigen, die Nächte fallen selten unter −7 °C. Die Winterstürme können mehrere Tage andauern. Von November bis März sollte man den Park nur mit wintertauglichen Automobilen durchfahren.
|                       | Jan | Feb | Mär | Apr | Mai | Jun | Jul | Aug | Sep | Okt | Nov | Dez |   |      |
| Mittl. Tagesmax. (°C) | 11  | 14  | 17  | 23  | 28  | 34  | 38  | 36  | 33  | 26  | 17  | 12  | ⌀ | 24,1 |
| Mittl. Tagesmin. (°C) | −2  | −1  | 2   | 6   | 11  | 16  | 20  | 19  | 16  | 9   | 3   | −1  | ⌀ | 8,2  |
|                       |     |     |     |     |     |     |     |     |     |     |     |     |   |      |
| Niederschlag (mm)     | 41  | 41  | 43  | 33  | 19  | 18  | 20  | 41  | 20  | 25  | 30  | 38  | Σ | 369  |

| −2 |

| −1 |

| 2 |

| 6 |

| 11 |

| 16 |

| 20 |

| 19 |

| 16 |

| 9 |

| 3 |

| −1 |

| −2 |

| −1 |

| 2 |

| 6 |

| 11 |

| 16 |

| 20 |

| 19 |

| 16 |

| 9 |

| 3 |

| −1 |

### Weitere Temperaturangaben
|                        | Jan | Feb | Mar | Apr | Mai | Jun | Jul | Aug | Sep | Okt | Nov | Dez |
| ---------------------- | --- | --- | --- | --- | --- | --- | --- | --- | --- | --- | --- | --- |
| Maximaltemperatur – °C | 22  | 26  | 30  | 34  | 39  | 46  | 46  | 44  | 43  | 36  | 28  | 22  |
| Minimaltemperatur – °C | −19 | −16 | −11 | −5  | −6  | 4   | 11  | 10  | 1   | −5  | −11 | −12 |
| Tage über 32 °C        | 0   | 0   | 0   | 1   | 8   | 21  | 30  | 28  | 18  | 3   | 0   | 0   |
| Tage unter 0 °C        | 19  | 14  | 10  | 3   | 0   | 0   | 0   | 0   | 0   | 1   | 9   | 18  |

### Weitere Niederschlagsmengen (in mm)
|                                      | Jan | Feb | Mar | Apr | Mai | Jun | Jul | Aug | Sep | Okt | Nov | Dez | Jährlich |
| ------------------------------------ | --- | --- | --- | --- | --- | --- | --- | --- | --- | --- | --- | --- | -------- |
| Maximal                              | 190 | 170 | 180 | 111 | 76  | 101 | 91  | 122 | 170 | 84  | 81  | 109 | 1488     |
| Maximaler Niederschlag in 24 Stunden | 40  | 33  | 23  | 30  | 45  | 56  | 28  | 41  | 41  | 33  | 31  | 51  | 404      |
| Maximaler Schneefall                 | 660 | 457 | 355 | 84  | 0.0 | 0.0 | 0.0 | 0.0 | 0.0 | 25  | 127 | 533 | 2235     |
| Tage mit messbarem Niederschlag      | 7   | 7   | 8   | 6   | 5   | 3   | 5   | 6   | 4   | 4   | 5   | 6   | 66       |
| Durchschnittliche Gewitter           | 0   | 0   | 0   | 1   | 4   | 5   | 14  | 15  | 5   | 2   | 0   | 0   | 48       |

## Tourismus

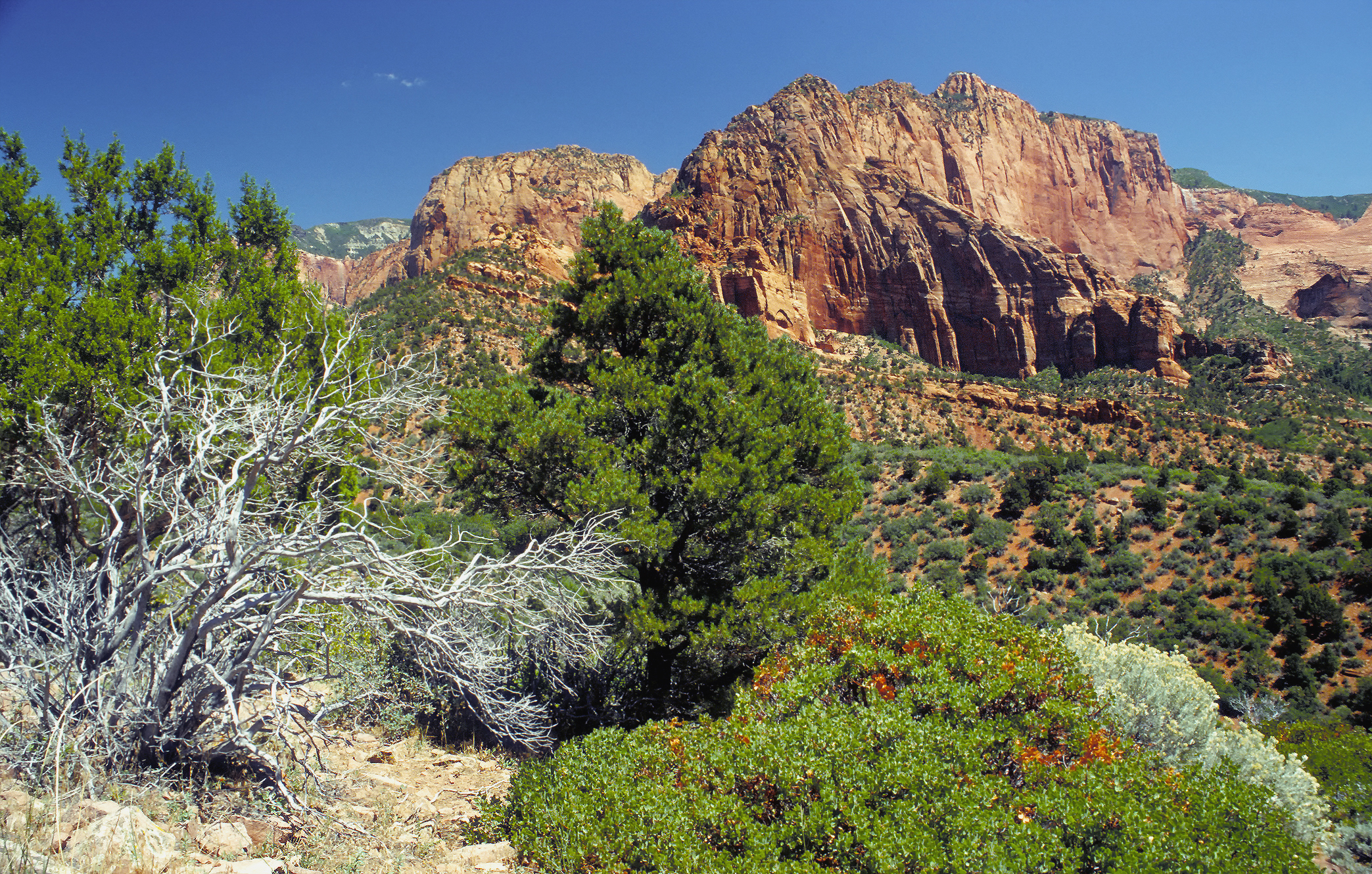
Blick in den Kolob Canyon

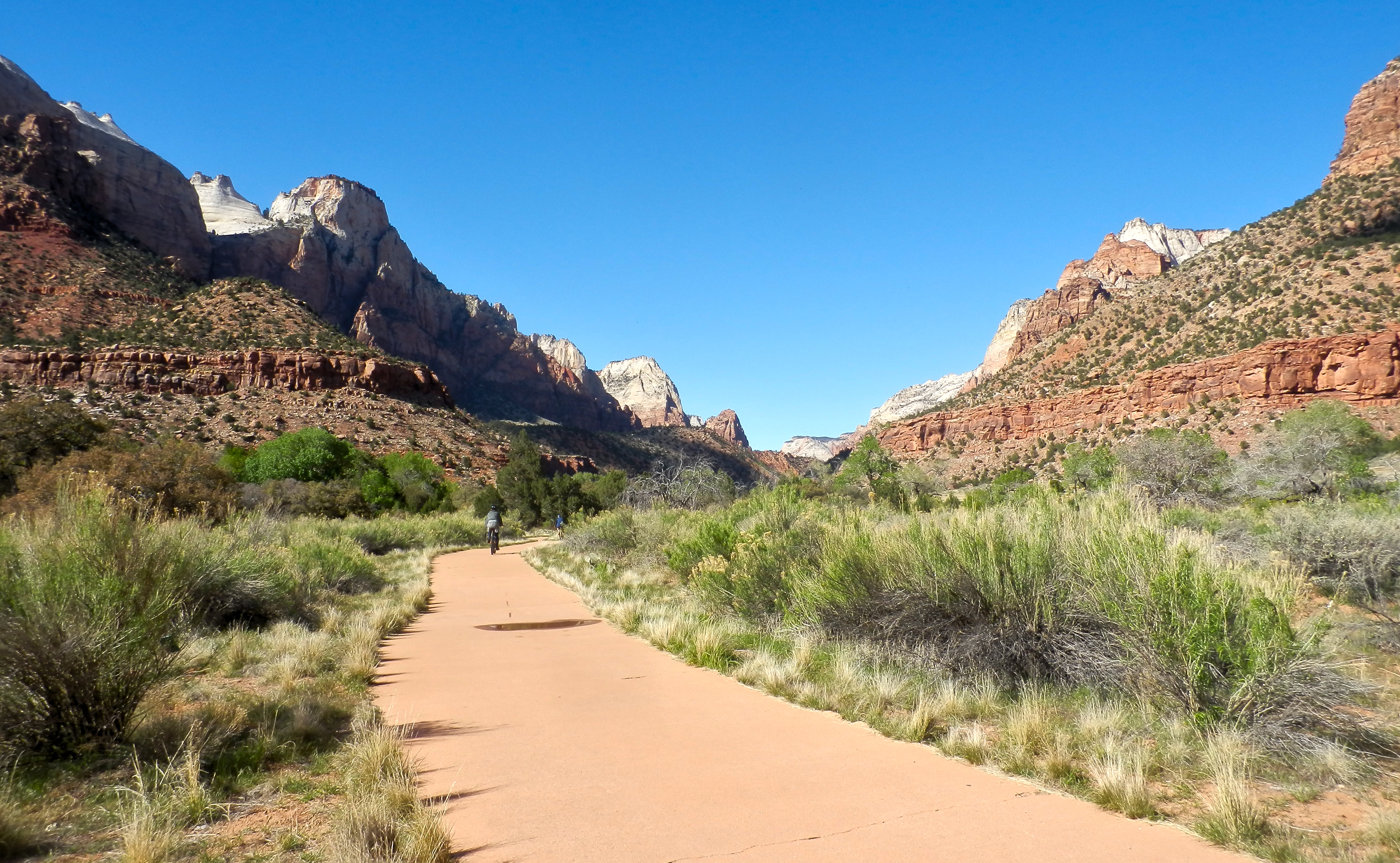
Blick entlang des Pa'rus Trail

Der Zugang zum Nationalpark ist wegen der schlechten Infrastruktur in diesem Teil Utahs auf drei Straßen beschränkt. Der Zugang von Osten ist nur durch den Zion–Mount-Carmel-Tunnel möglich. Fahrzeuge, die breiter als 2,38 m oder höher als 3,45 m sind, müssen von Rangern (für eine Gebühr von 15 Dollar) durch den Tunnel eskortiert werden, da sie wegen ihrer Größe nicht mit einer Fahrspur auskommen. Fahrzeuge mit einer Höhe von mehr als 3,98 m, einer Länge von mehr als 12,19 m (40 ft.) oder einem Gewicht von mehr als 22,6 t (50.000 lbs.) sind nicht zugelassen. Noch höhere Fahrzeuge können den Park nur über den nördlichen Zugang erreichen. Der Park ist ganzjährig geöffnet, allerdings ist der Zion Canyon Scenic Drive von März bis Oktober für den öffentlichen Straßenverkehr gesperrt. Lediglich die (kostenlosen) Shuttles dürfen diese Strecke befahren, sowie die Gäste des im Canyon liegenden Hotels Zion Lodge. In den Monaten November bis März ist Winterausrüstung erforderlich. Zwischen dem Zion Canyon und dem Kolob Canyon im Norden existieren keine befestigten Wege. Innerhalb des Canyons können Temperatur und Luftfeuchtigkeit bereits im Frühjahr extreme Werte annehmen. Bei jeder Wanderung sollten deshalb ausreichend Getränke mitgeführt werden.

### Wandern
Innerhalb des Parks sind mehr als 240 km Wanderwege angelegt. Am Besucherzentrum werden von Rangern geführte Wanderungen angeboten, ebenso Vorträge über die Geologie und Biologie. Eine beliebte, aber auch anstrengende Wanderung führt durch den Zion Canyon, den Narrows bis zur Chamberlain Ranch. Ebenso werden Führungen zu Pferd angeboten.

### Klettern
Der Zion-Nationalpark ist neben dem Yosemite-Nationalpark eines der berühmtesten Klettergebiete in Nordamerika mit Hunderten von Kletterrouten. Im Unterschied zum Granit des Yosemite Valley ist der Sandstein des Zion-Nationalparks sehr empfindlich. Nach Regenfällen soll nicht geklettert werden, weil der durchfeuchtete Fels seine Stabilität verliert und Griffe und Tritte ausbrechen können. Damit werden von Kletterern, die die Regeln nicht einhalten, Routen beschädigt. Auch soll die Kletterausrüstung nicht am Fels anschlagen, selbst Seile reiben den Fels ab.
Zion bietet von kurzen Bouldern bis zu mehrtägigen Touren durch Big Walls, bis zu 1200 Metern hohe Wände, eine große Vielfalt an Möglichkeiten, allerdings nur in den höheren und höchsten Schwierigkeitsgraden bis 5.12. Die beste Zeit zum Klettern ist März bis Mai und September bis November. Im Hochsommer steigen die Temperaturen extrem, besonders in Südwänden, und die Gewittergefahr ist nicht gering. Für Routen, die ein Biwak nötig oder wahrscheinlich machen, ist ein Permit erforderlich.

### Canyoning
Seit den 1990er Jahren hat sich als beliebte Extremsportart Canyoning (in den USA Canyoneering), also der Abstieg durch wasserführende Schluchten etabliert. Die Schluchten des Zion Canyon sind dafür geeignet und bieten Canyoning-Touren unterschiedlicher Schwierigkeit. Über das Visitor Center und Bergführerbüros im Nationalpark lassen sich geführte Canyoning-Touren buchen. Die Risiken, etwa durch Springfluten nach Gewittern, unberechenbare Strömungen und Wirbel und Probleme beim Abseilen dürfen nicht unterschätzt werden. Einem breiteren Publikum in den USA wurde der Sport 1993 durch einen tödlichen Unfall zweier Führer einer Jugendgruppe und den nachfolgenden Prozess bekannt.

### Camping
Im Park selbst existieren drei Campingplätze: South Campground und Watchman Campground mit einfacher bis mittlerer Ausstattung, und ein sehr einfacher Zeltplatz (Lava Point Campground) an der Kolob Terrace Road. Nahe Glendale auf halbem Wege zum Bryce-Canyon-Nationalpark befindet sich ferner ein privater Campingplatz mit höherer Ausstattung. Für mehrtägige Wanderungen, was notwendigerweise Camping einschließt, ist eine Erlaubnis (Permit) der Parkverwaltung notwendig.

### Sterne beobachten
Aufgrund seiner abgeschiedenen Lage ist der Zion-Nationalpark frei von Lichtverschmutzung und ist von der Dark Sky Alliance anerkannt. Das macht ihn zu einem idealen Ort, um einen Blick in den nächtlichen Sternenhimmel zu werfen. Dafür eignet sich der Kolob-Canyon und der östliche Teil des Parks besser als der Zion Canyon selbst, da dieser mit seinen hohen Felswänden den Blick nach oben einschränkt.

### Sehenswürdigkeiten

#### Angels Landing

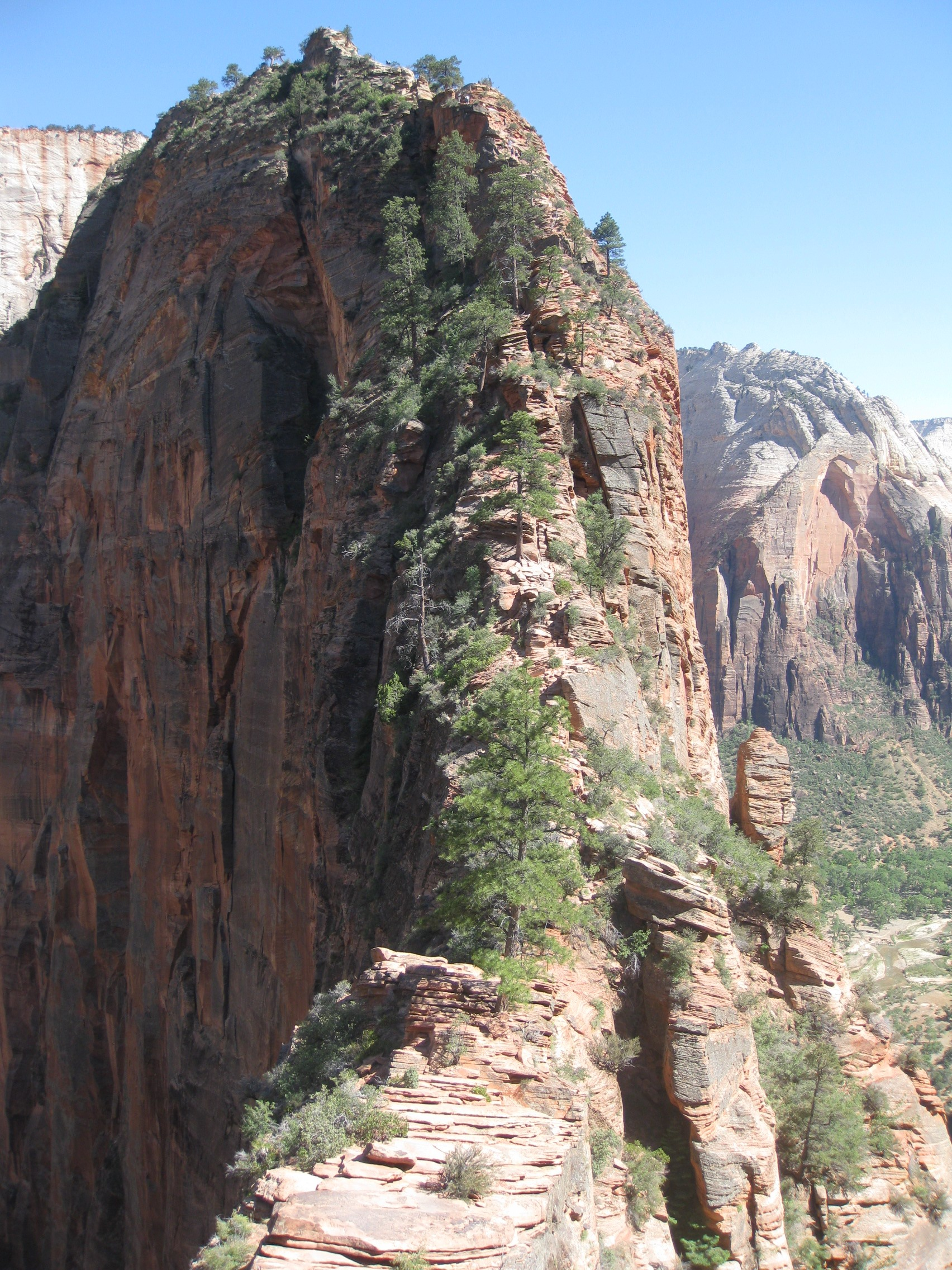
Pfad zu Angels Landing

Angels Landing ist eine 1763 m hohe Felsformation, die über einen anstrengenden und teilweise ausgesetzten 8 km langen Weg über 450 Meter Höhenunterschied zu erreichen ist. Der Pfad ist teilweise äußerst schmal, aber mit Ketten gesichert, und bietet spektakuläre Ausblicke.

#### Emerald Pools

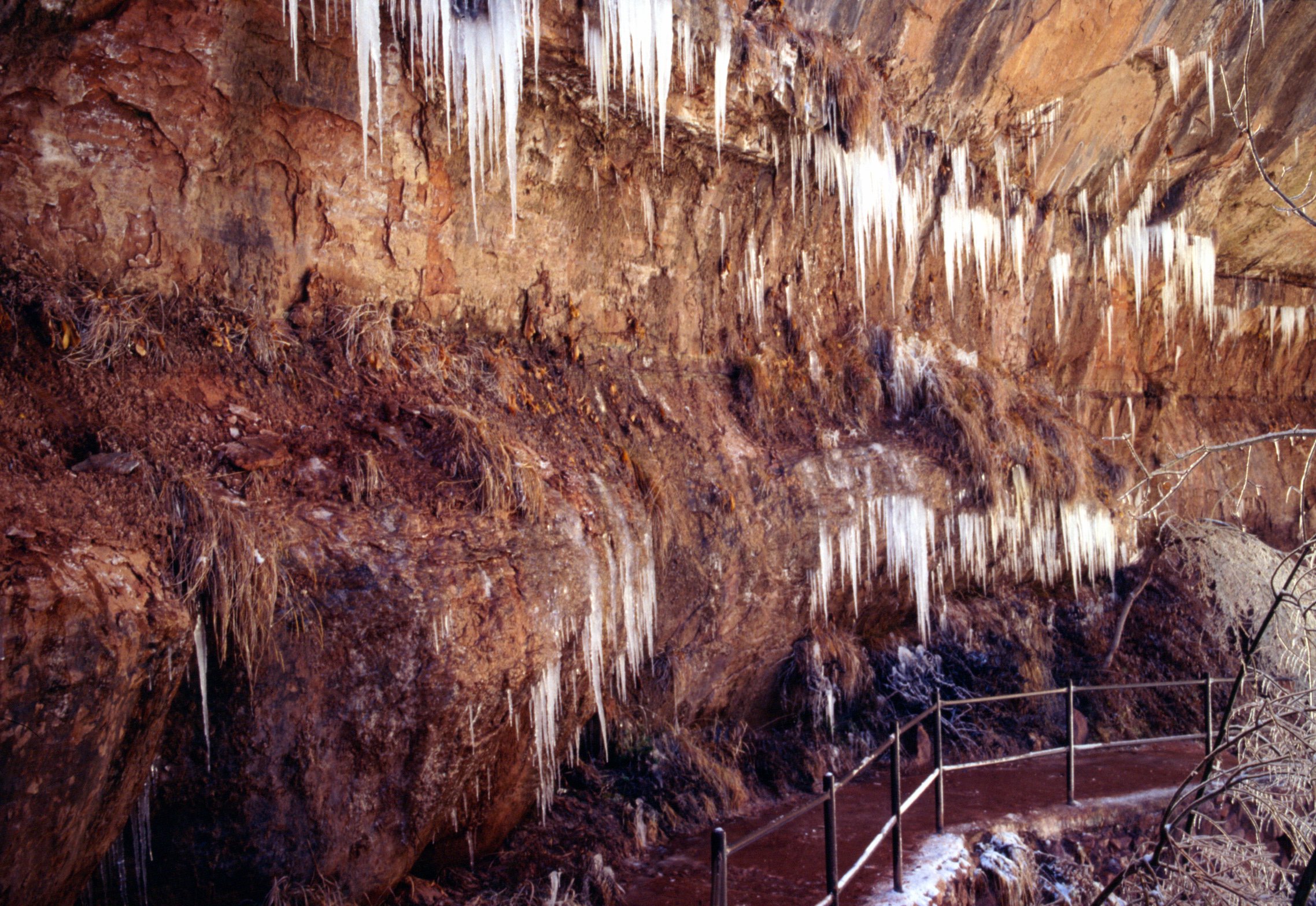
Emerald Pools-Trail im Winter

Die Emerald Pools sind über den gleichnamigen Trail zu erreichen. Dieser Wanderweg, der durch dichte Wälder führt, ist eine beliebte Tageswanderung. Die Emerald Pools entstehen durch temporär fließende Flüsse, deren Wasser im porösen Navajosandstein, der überall im Park zu finden ist, versickert, sich irgendwo wieder zu kleinen Strömen sammelt und dann aus der Felswand austritt. Im Fall der Emerald Pools geschieht dies in Form kleiner Wasserfälle. Ihr Wasser fließt in einige runde Felsenbecken, die Emerald Pools. Ihren Namen erhielten sie aufgrund ihrer Smaragdfarbe.

#### The Narrows

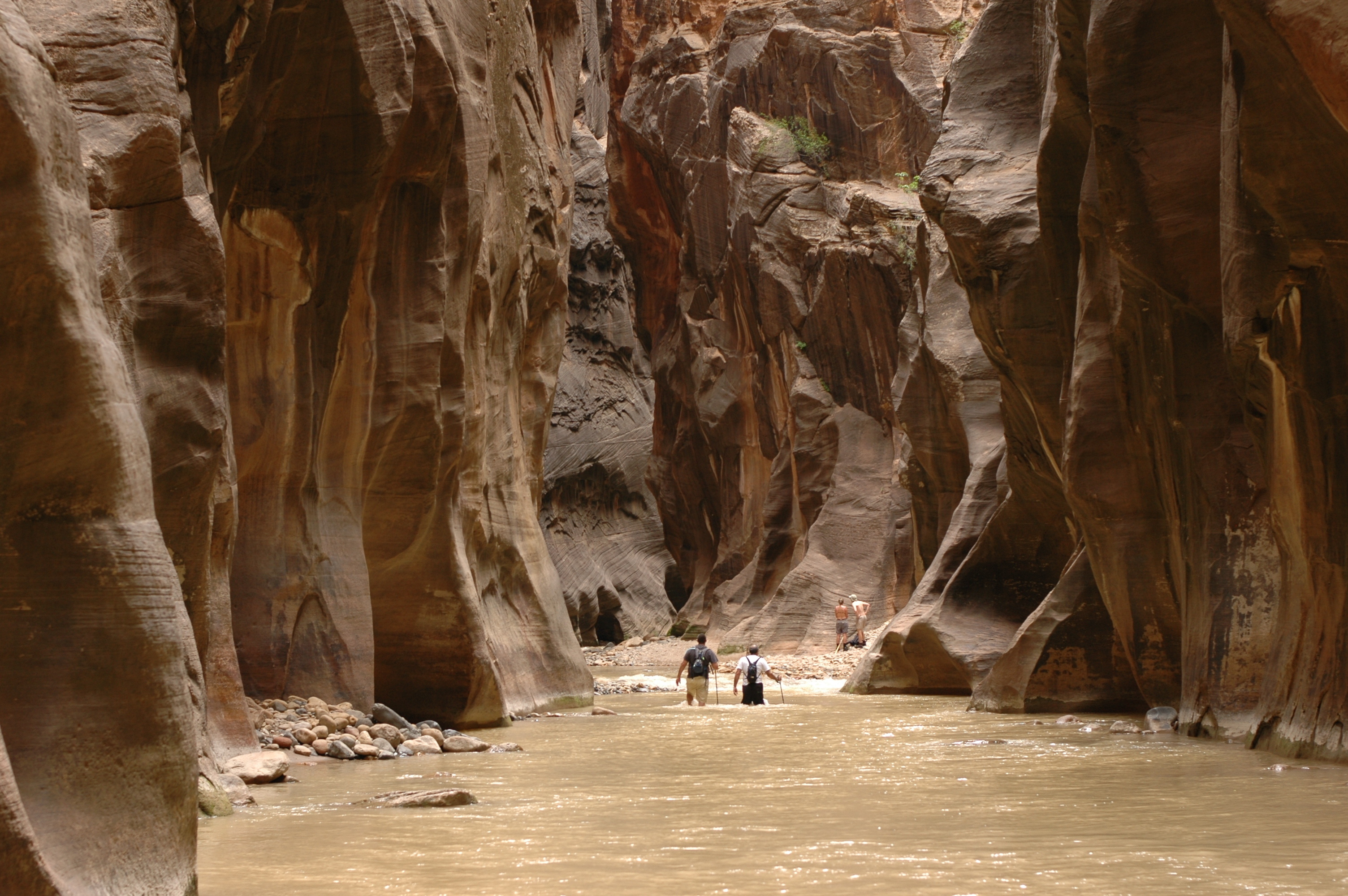
The Narrows

The Narrows befinden sich am Ende des Zion Canyons. Von der letzten Haltestation des Shuttles, Temple of Sinawava, führt ein 30- bis 40-minütiger Fußweg zu dieser Engstelle des Virgin River. Man durchwandert hier den Fluss selbst, da die steilen Wände an dieser Stelle keinen Uferweg zulassen. Das Wasser ist stellenweise mehr als hüfttief, so dass streckenweise geschwommen werden muss. Das Ende der Enge ist die Chamberlain Ranch. Für die Durchwanderung sollten ein bis zwei Tage eingeplant werden. Der 25 km lange Weg durch den Fluss ist sehr anstrengend, da er meistens im Fluss selbst liegt. Die Durchwanderung muss im Besucherzentrum am Backcountry Desk angemeldet werden. Im Frühjahr wird wegen der Schneeschmelze und des damit verbundenen Wasserstandes keine Erlaubnis erteilt. Selbst im Sommer können durch heftige Gewitter Sturzfluten auftreten. Dabei müssen die Gewitter nicht im Park selbst niedergehen; das Wasser kann auch vom Colorado-Plateau kommen.

#### Kolob Arch

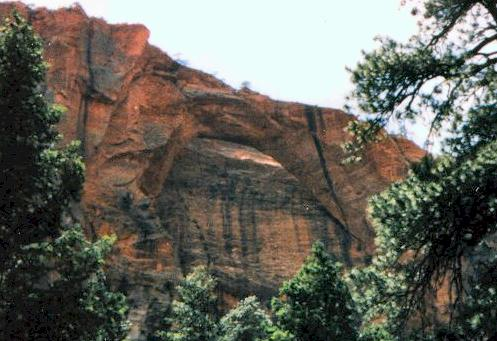
Kolob Arch

Je nach Messung muss sich der Kolob Arch das Attribut „längster natürlicher Steinbogen“ mit dem Landscape Arch im Arches-Nationalpark teilen. Der Mittelwert der letzten Messungen des Kolob Archs beträgt dabei 89,6 m und übertrifft den Landscape Arch damit um 1,2 m.
Der Kolob Arch kann nur über zwei Wanderwege (22 km und 27 km Länge) erreicht werden. Der Bogen selbst befindet sich direkt vor einer großen, steilen Klippe, so dass seine Ansicht nicht so spektakulär wie die anderer, freistehender Bögen ist. Ein zweiter natürlicher Felsbogen ist der Crawford Arch.

#### Checkerboard Mesa

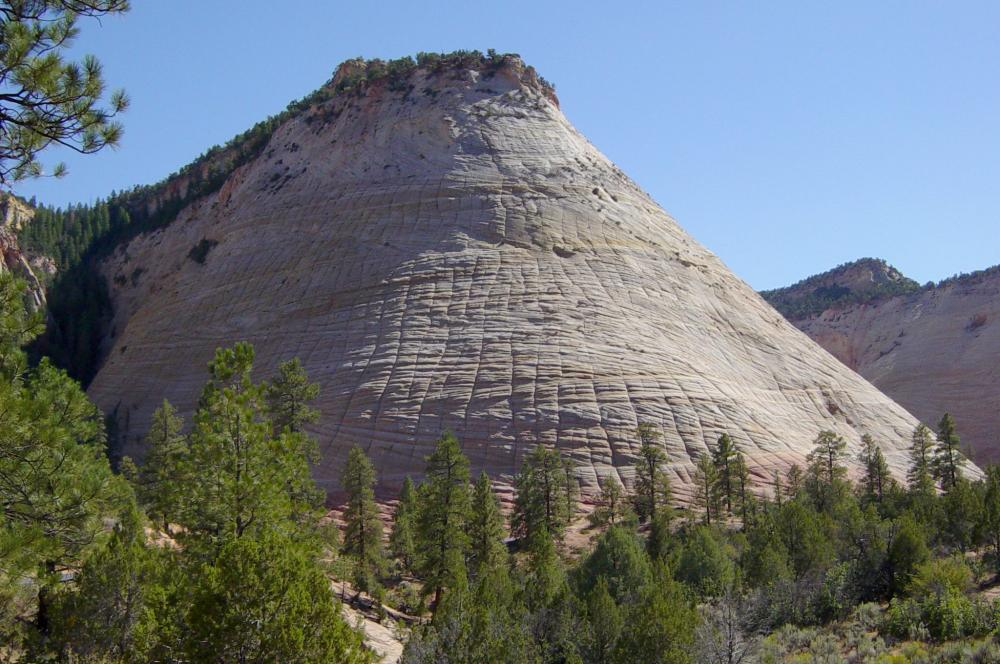
Checkerboard Mesa im Zion-Nationalpark

Am Osteingang des Parks findet sich die Checkerboard Mesa, ein Tafelberg, gebildet aus Sandstein der Navajoschicht. Tiefe vertikale Rillen und Kamine und horizontale Bänder ziehen durch die Flanken des Berges. Die Bänder bilden sich entlang der Schichtgrenzen durch Verwitterung und Abtragung längs unterschiedlicher Sedimentationsschichten. Die vertikalen Rinnen sind nur an der Nordseite zu beobachten, da hier der Schnee langsamer abschmilzt und sie durch herabrinnendes Wasser und Frosterosion erweitert werden.